# Якупово (Куюргазинский район)
Якупово (баш. Яҡуп) — село в Куюргазинском районе Республики Башкортостан Российской Федерации. Входит в состав Якшимбетовского сельсовета.

## География

### Географическое положение
Расстояние до:
- районного центра (Ермолаево): 22 км,
- центра сельсовета (Якшимбетово): 7 км,
- ближайшей ж/д станции (Ермолаево): 22 км.

## История
До 2008 года село входило в состав Абдуловского сельсовета. 

## Население
| 2002 | 2009 | 2010 |
| ---- | ---- | ---- |
| 386  | ↗424 | ↘322 |

## Религия
Ислам 
- Мечеть Зульхия